# En matematikers försvarstal
En matematikers försvarstal (originaltitel: A Mathematician's Apology) är en essä av brittiske matematikern Godfrey Harold Hardy utgiven 1940. Den behandlar estetiken inom matematik med visst personligt innehåll och ger lekmän en inblick i en arbetande matematikers tankevärld.

## Sammanfattning
Hardy kände ett behov av att rättfärdiga sitt livsverk inom matematik av två anledningar:
Hardy kände vid 62 års ålder att han började bli gammal, han hade fått en hjärtattack 1939, och att han med åldern tappat matematisk kreativitet och färdighet. Genom att lägga ned tid på att skriva försvarstalet erkände Hardy att hans tid som kreativ matematiker var över. 
I förordet från 1967 års upplaga, beskriver C. P. Snow försvarstalet som "en passionerad klagosång till kreativa krafter som en gång funnits, men som aldrig kommer att komma tillbaka". Med Hardys ord: "Redogörelser, kritik och bedömningar är sysselsättningar för andra rangens hjärnor. [...] Det är en svårmodig upplevelse för en professionell matematiker att skriva om matematik. En matematikers uppgift är att göra något, att bevisa nya teorem, att utvidga matematiken, och inte att tala om vad han själv eller andra matematiker har gjort."
Hardy trodde inte att han längre aktivt kunde delta i utvecklingen av nya matematiska idéer:
"Jag skriver om matematik för att jag, som alla andra matematiker som passerat sextio, inte längre har en fräsch hjärna, energin eller tålamodet att effektivt fortsätta med mitt arbete." Han trodde därför, att det enda han kunde bidra med till matematiken var att skriva en bok om matematik, i vilken han kunde uttrycka sina personliga åsikter om ämnet.